# Arthrotus niger
Arthrotus niger es un coleóptero de la familia Chrysomelidae. Fue descrita científicamente por primera vez en 1857 por Motschulsky.